# 莎隆·奥尔森
莎隆·奥尔森（英語：Shallon Olsen，2000年7月10日—），加拿大女子竞技体操运动员，2018年世界竞技体操锦标赛女子跳马银牌得主、2022年泛美锦标赛女子团体全能铜牌得主、2022年世界竞技体操锦标赛女子团体全能铜牌得主。
她的妈妈Jayne Chow-Olsen是一名来自香港的移民。